# Södertälje tingshus

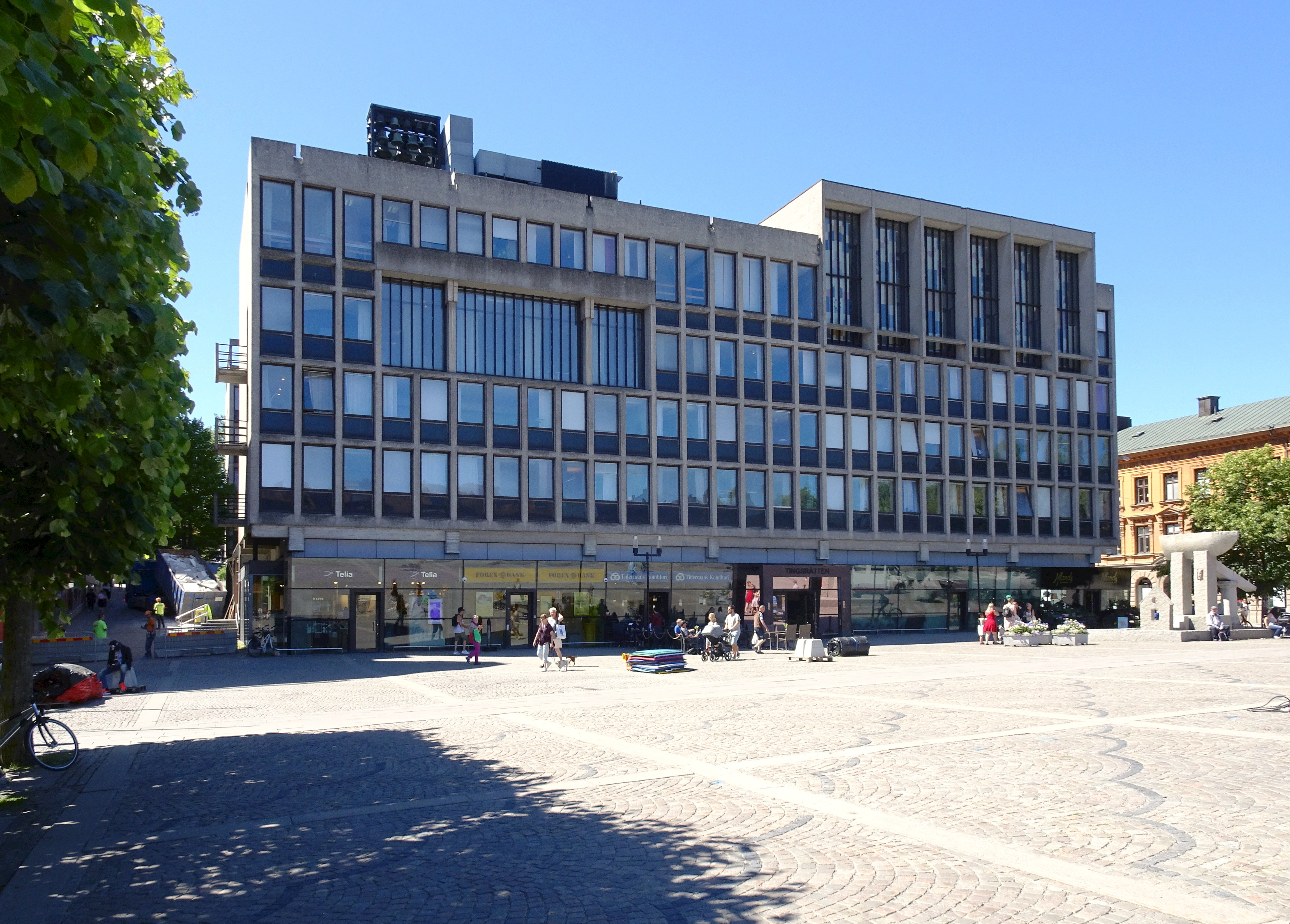
Nya Rådhuset, Tingshuset.

Södertälje tingshus är en domstolsbyggnad i vid Stortorget i Södertälje, färdigställd år 1965 och säte för Södertälje tingsrätt .

## Historik
Byggnaden, ritad av arkitekten Åke E. Lindqvist, uppfördes i kvarteret Solen under åren 1963-1965  på den tomt där Södertälje rådhus tidigare legat. Bygget förgicks av en allmän arkitekttävling som utlystes av Södertälje stad 1957. Tävlingen vanns av Lindqvist. Huset fick en central framskjuten placering vid torget på den gamla rådhusbyggnadens plats. Byggnaden har uppförts i för tiden ledande byggnadsmaterial, betong och glas.
När byggnaden planerades och byggdes var rådhusrätterna i Sverige ännu under kommunalt huvudmannaskap. Den kom därför under många år att kallas "Nya Rådhuset", i motsats till "Gamla Rådhuset" som flyttades och nu ligger på andra sidan Stora torget. Under 1960-talet uppfördes också ett polishus i samma kvarter i anslutning till tingshuset. Detta var i bruk fram till februari 2014, då ett nytt polishus på annan plats invigdes  Efter 1971 blev rådhusrätten Södertälje tingsrätt och namnet "tingshus" började alltmer användas. 1999 skedde en om- och tillbyggnad.